# Pasteurización relámpago
La pasteurización relámpago o pasteurización flash, también conocida por la sigla HTST (acrónimo del inglés High Temperature/Short Time, "alta temperatura/corto lapso") es un proceso térmico aplicado a ciertos alimentos con el objeto de reducir las poblaciones de bacterias. Se trata de uno de los métodos de pasteurización más habituales en el que se aplica una alta temperatura durante un corto período. Este método de pasteurización contrasta con el método UHT (UHT - igualmente de Ultra-High Temperature) que emplea temperaturas mayores en su procesado térmico. El periodo de exposición del alimento a temperaturas dependerá de ciertos factores, pero en alimentos como la leche se tienen temperaturas de 72 °C aplicadas en un intervalo de 15 s, aunque los valores dependen de las autoridades sanitarias de cada país.

## Proceso HTST
Se ha procurado en la industria de la alimentación desde los comienzos de empleo del método HTST hacer que grandes cantidades del alimento queden expuestas a temperaturas "altas" durante un corto período sin que el propio proceso rompa "en demasía" la cadena de procesamiento del alimento. Es por esta razón por la que se emplean técnicas de "flujo continuo", en los que el alimento (generalmente líquido o con un aspecto de viscosidad apropiado) pasa a través de unos intercambiadores de calor, lo que permite una mayor automatización del proceso. Se suele emplear un calentador a base de resistencias ohmicas, aunque en la actualidad se está investigando la posibilidad de emplear microondas, debido a que el problema tecnológico de este método es la necesidad de calentar lo más rápido posible la muestra y luego enfriarlo igualmente rápido; para realizar estas operaciones es necesario tener en cuenta ciertas propiedades térmicas de los alimentos, tales como la conductividad, la capacidad calorífica, etc.
En el proceso HTST es muy importante vigilar los aspectos posteriores inmediatos a la aplicación del proceso de pasteurización, ya que cabe una posibilidad de "recontaminación". En Estados Unidos hubo un caso en 1990 donde una recontaminación de salmonela en el postprocesado de la leche afectó a 10 000 personas dejando 10 bajas. Este problema se evita haciendo que exista poco contacto con una atmósfera no-controlada tras la pasteurización, a veces esto se resume en un rápido embotellamiento, enlatado, o envase del producto. a veces incluso manteniendo una higiene estricta en las zona de pasteurización.

## Empleo
Es utilizado frecuentemente en el tratamiento de lácteos como yogures, leche, helado (79 °C/15 s). El método HTST se aplica en las fases finales de elaboración de cerveza, cuando esta se embotella en los recipientes esterilizados. En el procesado de zumos de frutas y en el envasado de sopas, etc. En algunos países el pasteurizado de zumos es casi obligado por las autoridades sanitarias, máxime cuando en 1996 la empresa Odwalla Inc. contaminó un zumo de manzana con Escherichia coli O157:H7 haciendo enfermar a muchos niños. El empleo de la pasteurización mediante procesos HTST se realiza también con el objeto de desactivar ciertos procesos enzimáticos y prolongar de esta forma la vida de consumo de un alimento.